# Der Schuß im Pavillon
Der Schuß im Pavillon ist ein deutscher Detektivfilm aus dem Jahre 1925 der Filmreihe Stuart Webbs. Die Titelrolle spielt Ernst Reicher.

## Handlung
Das Kuratorium eines Museums hat sich dazu entschlossen, eine dort verwahrte, sehr wertvolle Perlenkette einer Primaballerina der städtischen Oper leihweise zur Verfügung zu stellen, um den verblassten Perlen ihren Glanz wieder zurückzugeben. Obwohl man umfangreiche Sicherheitsmaßnahmen zum Schutz des Geschmeides hat walten lassen, wird die Trägerin bald darauf ermordet aufgefunden, und die Perlenkette ist verschwunden.
Stuart Webbs wird eingeschaltet. Der Meisterdetektiv findet rasch heraus, dass der Museumsdirektor seine Finger im Spiel hat. Denn der ist pleite und geriet so in die Hände der Verbrecher. Natürlich kann der smarte Webbs den Halsschmuck wieder auftreiben und sich darüber hinaus ganz en passant als Postillon d’amour betätigen, in dem er die Tochter des Museumsleiters mit dessen Freund, einem Arzt, der Webbs schon mal das Leben gerettet hatte, zusammenführt.

## Produktionsnotizen
Der Schuß im Pavillon wurde Mitte 1925 im Atelier von Geiselgasteig bei München gedreht. Der Film passierte die Zensur am 15. September 1925 und erhielt Jugendverbot. Die Uraufführung fand am 18. September 1925 in der Schauburg statt. In Österreich konnte man Der Schuß im Pavillon ab dem 10. September 1926 sehen. Der sechsaktige Film besaß eine Länge von etwa 2100 Metern.
Ludwig Reiber schuf die Bauten.

## Kritik
In Paimann’s Filmlisten ist zu lesen: „Das Sujet ist … sehr spannend nach bewährtem Rezept gearbeitet, die Darstellung, Aufmachung und Photographie recht ansprechend. Kein Kunstwerk, aber unter dem Gesichtwinkel seines Genres als über dem Durchschnitt zu bezeichnendes Bild.“